# 콘래드 네이글
콘래드 네이글(Conrad Nagel, 1897년 3월 16일 ~ 1970년 2월 24일)은 미국의 영화배우, 연극 배우, 텔레비전 배우, TV 사회자이다.

## 영화
- 엔터테인먼트 (1974년)
- 순정에 맺은 사랑 (1955년)
- 스튜디오 원 (1948년)
- 원 뉴욕 나이트 (1935년)
- 콩고 (1932년)
- 이스트 린 (1931년)
- 넘버드 멘 (1930년)
- 이혼녀 (1930년)
- 할리우드 리뷰 오브 1929 (1929년)
- 신비로운 여인 (1928년)
- 라이츠 오브 올드 브로드웨이 (1925년)